# ФК Рунавик
ФК Рунавик је фудбалски клуб из Рунавика са Фарских Острва. Клуб игра у Премијер лиги Фарских острва.

## Историја
ФК Рунавик је основан 1957. године. Клуб је једном освојио шампионат Фарских острва, два пута куп Фарских острва и једном Суперкуп.
Боја клуба је жута. Играју на Стадиону Рунавик у Рунавику, капацитета 2000 гледалаца.

## Трофеји
- Премијер лига Фарских острва:
  - Првак (1) :2007

- Куп Фарских острва:
  - Првак (2) :1986, 2002

## ФК Рунавик у европским такмичењима
| Сезона   | Такмичење     | Ниво        | Држава     | Клуб               | Домаћин | Гост | Резултат | УЕФА поени |
| -------- | ------------- | ----------- | ---------- | ------------------ | ------- | ---- | -------- | ---------- |
| 2003/04. | УЕФА куп      | 1. коло кв. | Норвешка   | Лин                | 1:3     | 0:6  | 1:9      | 0,0        |
| 2004.    | Интертото куп | 1. коло кв. | Данска     | Есбјерг            | 1:3     | 0:4  | 1:7      | 0,0        |
| 2005/06. | УЕФА куп      | 1. коло кв. | Летонија   | Лиепајас Металургс | 1:3     | 1:8  | 2:11     | 0,0        |
| 2008/09. | Лига шампиона | 1. коло кв. | Грузија    | Динамо Тбилисии    | 1:0     | 0:3  | 1:3      | 1,0        |
| 2009/10. | Лига Европе   | 1. коло кв. | Норвешка   | Розенборг          | 0:3     | 1:3  | 1:6      | 0,0        |
| 2010/11. | Лига Европе   | 1. коло кв. | Швајцарска | Гефле              | 0:2     | 1:2  | 1:4      | 0,0        |
| 2011/12. | Лига Европе   | 1. коло кв. | Енглеска   | Фулам              | 0:3     | 0:0  | 0:3      | 0,5        |
| 2012/13. | Лига Европе   | 1. коло кв. | Луксембург | Диферданж 03       | 0:3     | 0:3  | 0:6      | 0,0        |

Укупни УЕФА коефицијент је 1,5